# Sayonara
Sayonara is een Amerikaanse film uit 1957. De film gaat over een Amerikaanse soldaat die tijdens de Koreaanse Oorlog gestationeerd is in Japan en ondanks de strikte orders die hij heeft gekregen, verliefd wordt op een Japanse vrouw. De film is gebaseerd op de roman van James Michener.
De film werd geregisseerd door Joshua Logan en geproduceerd door William Goetz.
Sayōnara is Japans voor "tot ziens".

## Rolverdeling
| Acteur            | Personage                     |
| ----------------- | ----------------------------- |
| Marlon Brando     | Maj. Lloyd 'Ace' Gruver, USAF |
| Patricia Owens    | Eileen Webster                |
| James Garner      | Capt. Mike Bailey, USMC       |
| Martha Scott      | Mrs. Webster                  |
| Miiko Taka        | Hana-ogi                      |
| Miyoshi Umeki     | Katsumi Kelly                 |
| Red Buttons       | Airman Joe Kelly              |
| Kent Smith        | Lt. Gen. Mark Webster         |
| Reiko Kuba        | Fumiko-san                    |
| Soo Yong          | Teruko-san                    |
| Ricardo Montalbán | Nakamura                      |